# L'Assomption (municipio regional de condado)
L’Assomption (AFI: [lasɔ̃psjɔ̃]) es un municipio regional de condado (MRC) de la provincia de Quebec en Canadá. Este MRC está ubicado en la región de Lanaudière. La capital es L'Assomption aunque la ciudad más poblada es Repentigny.

## Geografía

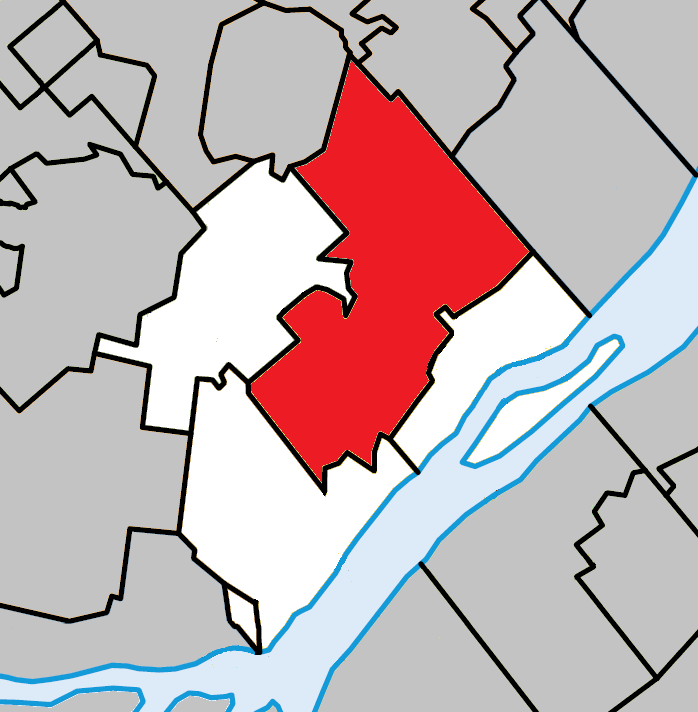
Territorio del MRC de L’Assomption, en roja la ciudad de L’Assomption

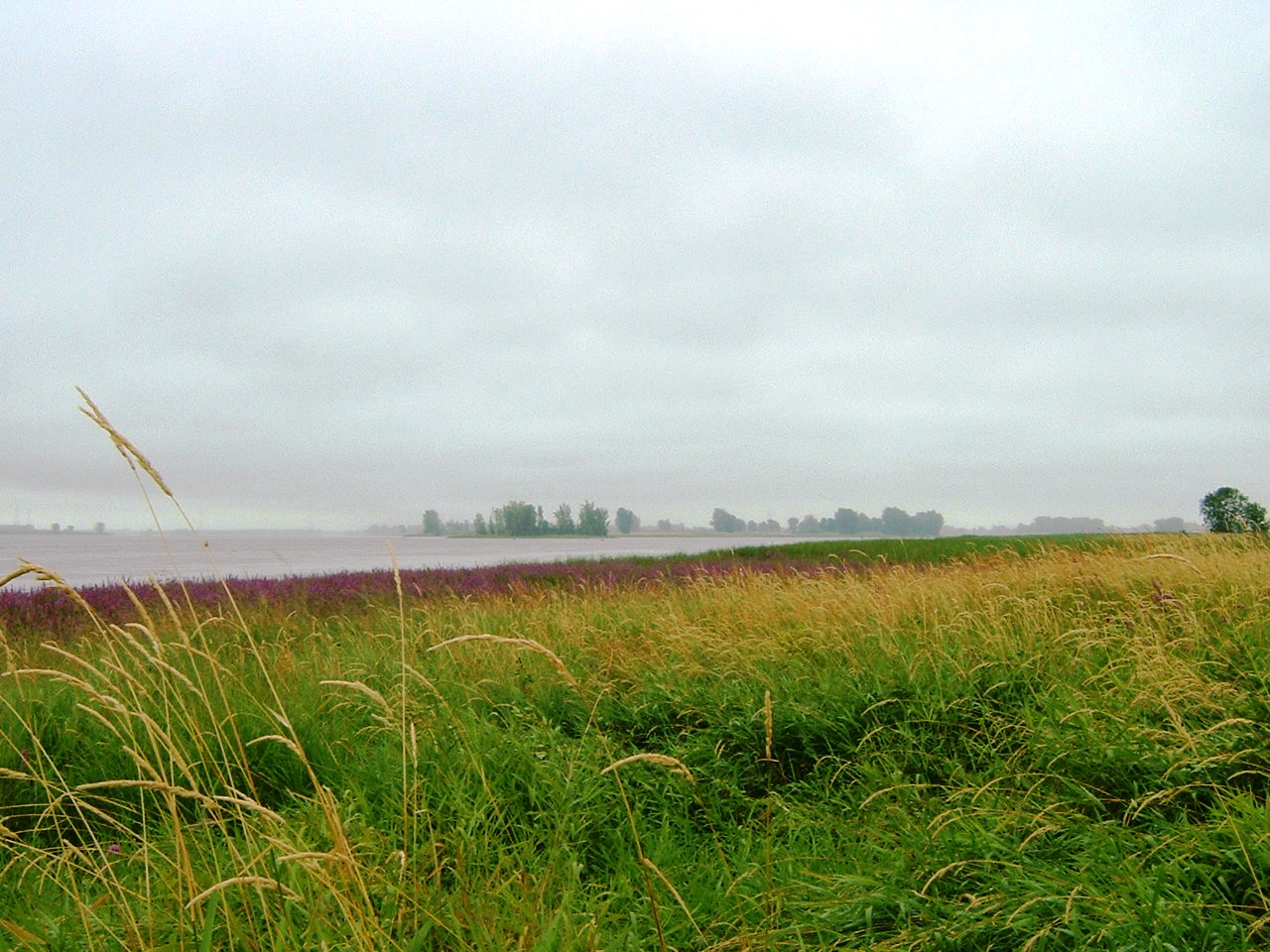
Ribera del San Lorenzo en Repentigny

El municipio regional de condado de L’Assomption está ubicado en la orilla norte del río San Lorenzo a la confluencia del río L’Assomption. Incluye una parte de las islas de Verchères así como otras islas en frente de Repentigny. Los MRC limítrofes son Joliette al norte, D'Autray al noreste, el río San Lorenzo al sureste, la rivière des Prairies (Río de las Praderas) y Les Moulins al suroeste, así como Montcalm al noroeste. El MRC está ubicado en la planicie del San Lorenzo y atravesado por el río L’Assomption que forma muchos meandros.

## Urbanismo

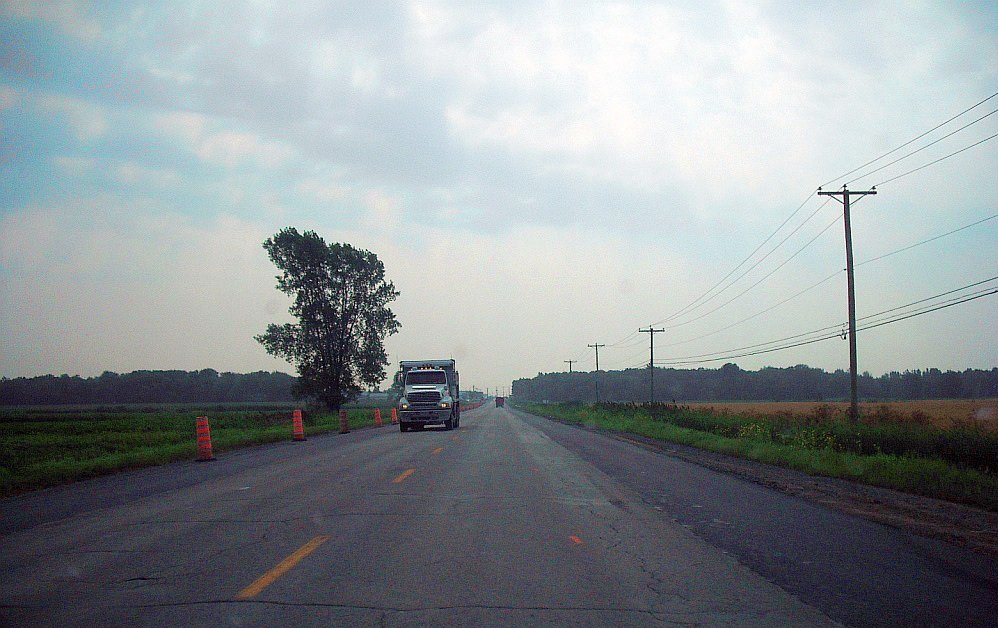
Carretera 341 en L’Épiphanie

El territorio del MRC está ocupado por usos suburbanos y agrícolas. Está unido a la isla de Montreal por el puente Charles-De Gaulle y la Autoroute Félix-Leclerc (A-40)

## Historia

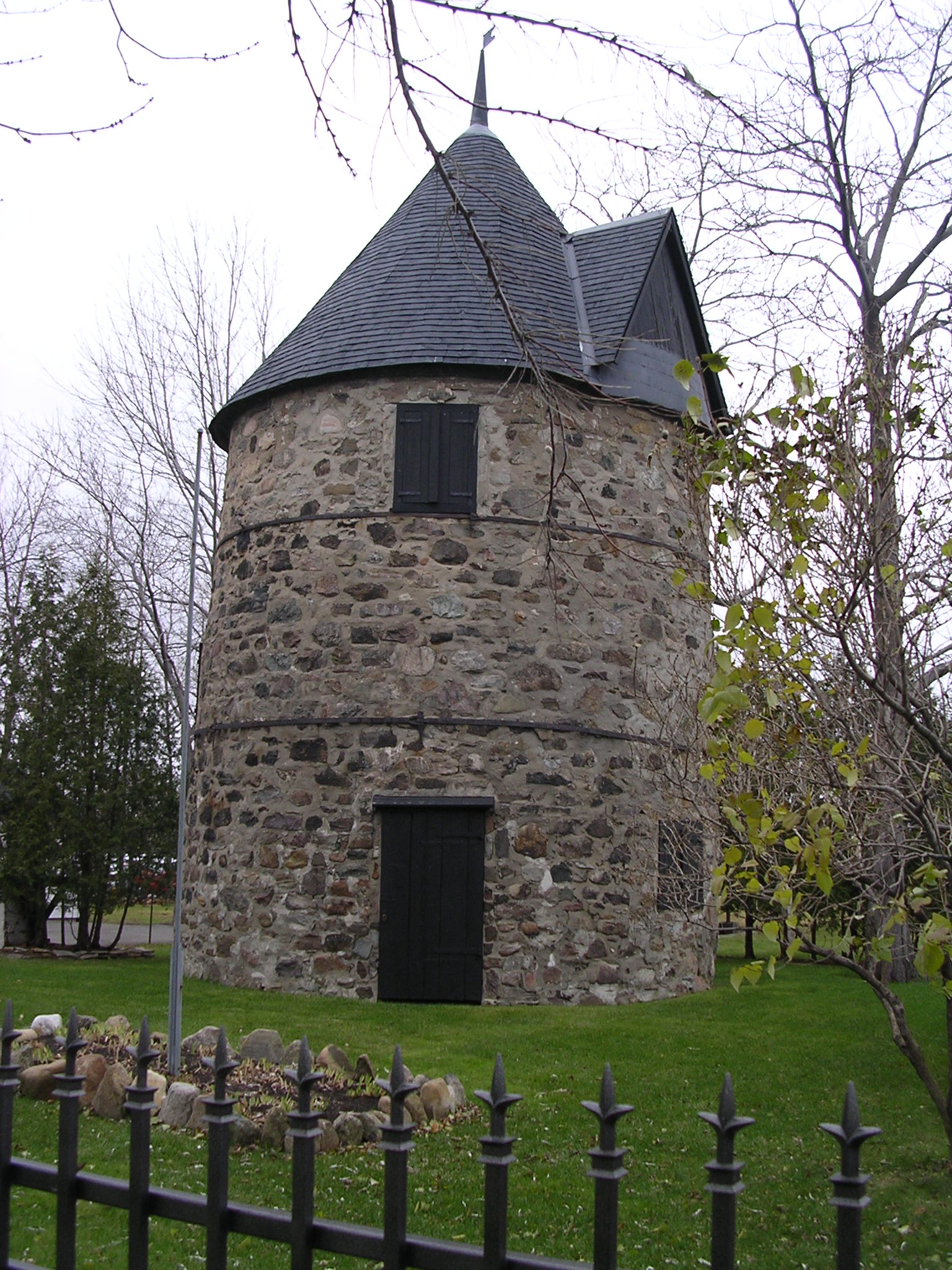
Molino de viento Antoine-Jetté

El MRC fue creado en 1983 y sucedió al antiguo condado de L’Assomption.

## Política
La prefecta está Chantal Deschamps, también alcaldesa de Repentigny. Todos los municipios del MRC están incluidos en la Comunidad metropolitana de Montreal a excepción de L'Épiphanie (ciudad y parroquia). El territorio del MRC forma parte de las circunscripciones electorales de L'Assomption y de Repentigny a nivel provincial, y de Repentigny y Montcalm a nivel federal.

## Población
Según el Censo de Canadá de 2011, había 119 840 personas residiendo en este MRC con una densidad de población de 468,7 hab./km². La población aumentó de 9,3 % entre 2006 y 2011. El número de inmuebles particulares resultó de 49 153 cuyos 47 835 son ocupados por residentes habituales.

## Economía
La economía regional es basada sobre la agricultura y la industria de transformación, especialmente los aparatos domésticos, las municiones y los zapatos.

## Comunidades locales
Hay 6 municipios en el territorio del MRC.
| Código | Nombre        | Tipo      | Fecha de constitución | Superficie total (km²) | Superficie agua (km²) | Superficie tierra (km²) | Población 2015 | Gentilicio (en francés) | Densidad (hab./km²) | DT  | Número de concejales | CEP                      | CEF                  |
| ------ | ------------- | --------- | --------------------- | ---------------------- | --------------------- | ----------------------- | -------------- | ----------------------- | ------------------- | --- | -------------------- | ------------------------ | -------------------- |
| 60005  | Charlemagne   | Ciudad    | 13.11.1906            | 2,31                   | 0,21                  | 2,10                    | 6016           | Charlemagnois, e*       | 2864,8              | D   | 6                    | L'Assomption             | Repentigny           |
| 60013  | Repentigny    | Ciudad    | 01.06.2002            | 71,25                  | 10,36                 | 60,89                   | 84 258         | Repentignois,e*         | 1383,8              | D   | 12                   | L'Assomption, Repentigny | Repentigny           |
| 60020  | Saint-Sulpice | Parroquia | 01.07.1855            | 52,73                  | 16,70                 | 36,03                   | 3454           | Sulpicien, ne*          | 95,9                | S   | 6                    | Repentigny               | Repentigny           |
| 60028  | L'Assomption  | Ciudad    | 01.07.2000            | 100,72                 | 2,07                  | 98,65                   | 21 632         | Assomptionniste⁰        | 219,2               | D   | 6                    | L'Assomption             | Repentigny           |
| 60035  | L'Épiphanie   | Ciudad    | 30.06.1967            | 2,40                   | 0,12                  | 2,28                    | 5610           | Épiphanien, ne*         | 2460,5              | D   | 6                    | L'Assomption             | Montcalm             |
| 60040  | L’Épiphanie   | Parroquia | 01.07.1855            | 52,73                  | 16,70                 | 36,03                   | 3260           | Épiphanien, ne⁰         | 90,5                | S   | 6                    | L'Assomption             | Montcalm             |
| 600    | L’Assomption  | MRC       | 01.01.1983            | 285                    | 30                    | 255                     | 124 230        | .                       | 487,5               | ... | ...                  | L'Assomption, Repentigny | Repentigny, Montcalm |